# Juan José de Villalengua
Juan José de Villalengua y Marfil (Vélez Málaga, 5 de enero de 1748 – España, c. 1822) Fue un destacado funcionario público de la monarquía española. Dentro de los cargos que tuvo se encuentran el de Fiscal del Crimen de Quito y de Lima, además de regente de Quito y Guatemala y por último presidente de la Real Audiencia de Quito. Fue al final ministro togado del Consejo de Indias

## Reseña biográfica
Su padre fue Juan Félix de Villalengua, quien había nacido en Haro, España. Dentro de la diócesis de Calahorra. Su profesión fue el de escribano del número en Vélez Málaga. Por otro lado su madre fue Mariana Marfil de Lagos y Ríos, natural de Benamocarra. Venía de una familia de notables puesto que sus abuelos paternos fueron Miguel de Villalengua de Haro y María Cruz Villalengua, ambos fueron naturales de Fonceca, al norte de España en Guipúzcoa. Por la línea materna sus antepasados fueron Francisco Marfil de Lagos, de Benamocarra, e Isabel de los Ríos, ambos naturales de Iznate, al sur de España en Málaga. Se conoce además que tuvo una hermanastra llamada María del Carmen Villalengua y Aguirre, quien nació del primer matrimonio de su papá Juan Féliz junto a Ana María Aguirre. Por otro lado su hermana legítima fue Mariana Villalengua y Marfil.
Sus estudios los realizó en la Universidad de Alcalá donde logró ser bachiller en Cánones en 1767. Además también asistió a la Universidad de Toledo. Continuó su carrera académica logrando en el año de 1763 entrar en la Real Academia de San José para profesores de Leyes en Alcalá. Gracias a todo esto, El Consejo Real lo recibió como abogado en 1771.
Su carrera como abogado lo convirtió a partir de nombramiento en protector de los Indios de la Audiencia de Quito el 24 de julio de 1773. Este cargo de procurador era uno común en el sistema jurídico de las Indias. Posteriormente fue nombrado Fiscal del Crimen por decreto el 4 de abril de 1776. Gracias a esto fue a Lima con el objetivo de sustituir a Joaquín de Galdeano el 19 de enero de 1781. Después de esto sería parte de la Audiencia de Quito como su presidente en reemplazo de José García León y Pizarro. Además tendría como cargo el de superintendente general el 12 de julio de 1783. En este cargo estaría seis años desde 1784 hasta 1790.
De su presidencia se recuerda la relación complicada que tuvo con Eugenio de Espejo quien en esa época estaba buscando reformar el sistema educativo y de salud. Por otro lado el gobernador de Guayaquil, familiar del anterior presidente de la audiencia y paeriente suyo estaba siendo acusado por abusos. Se trataba de Ramón García Pizarro. Se enfocó en la obra pública, pavimentando las calles creando jardines, y creó además un hostal para los huérfanos. Su presidencia fue destacada encarnando el ideal de despotismo ilustrado dieciochesco tan característico de la época y de la dinastía borbónica. Después de su paso por Quito sería nombrado como Presidente de la Real Audiencia de Guatemala el 18 de noviembre de 1789. Su eficiencia en las labores le ganaron que en 1791 fuera nombrado caballero de la Orden de Carlos III.